# Anna Hillbricht-Ilkowska

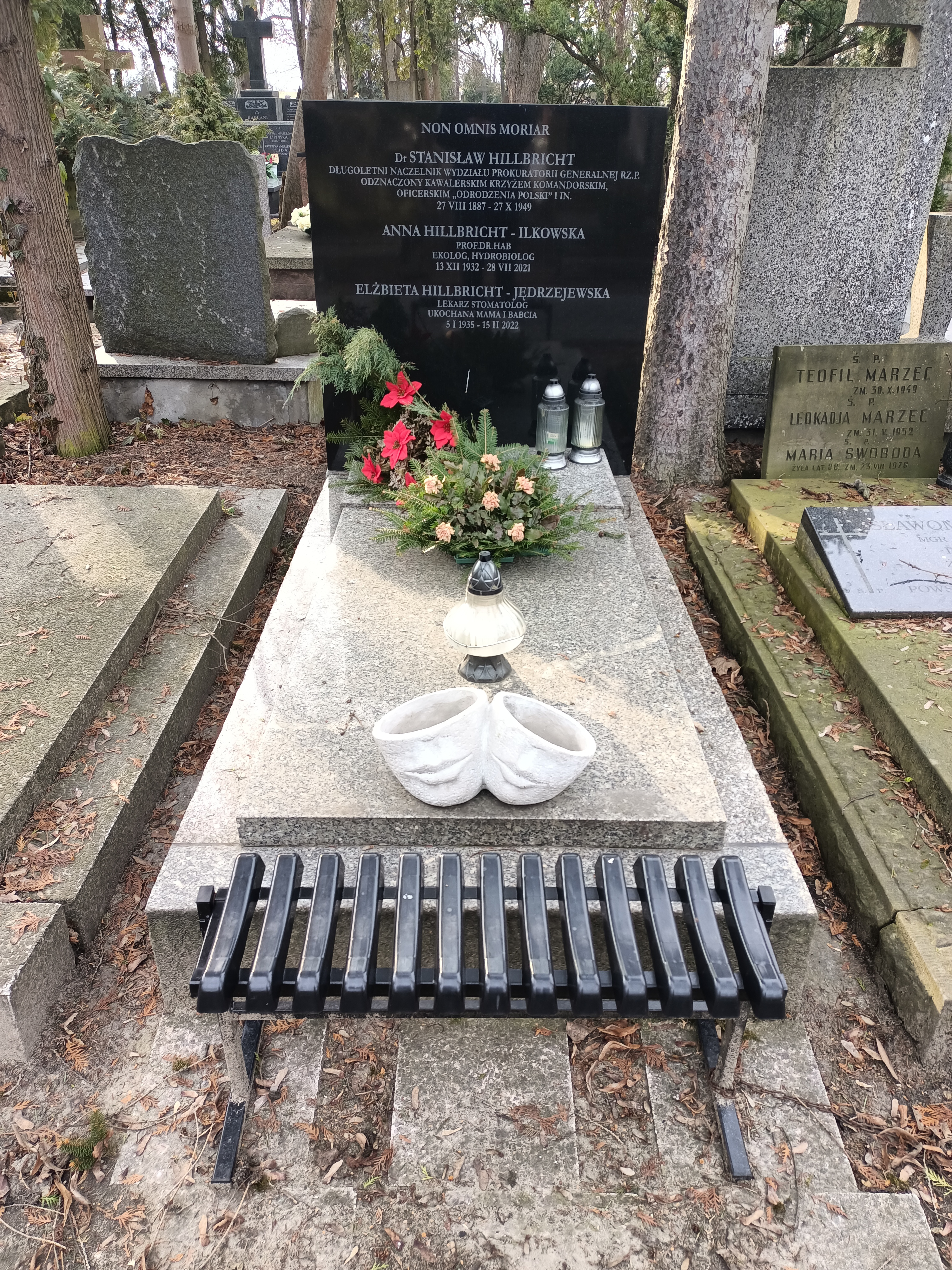
Nagrobek Anny Hillbricht-Ilkowskiej na Cmentarzu Powązkowskim w Warszawie

Anna Hillbricht-Ilkowska (ur. 13 grudnia 1933 w Warszawie, zm. 28 lipca 2021 tamże) – polska biolożka, profesor doktor habilitowana.

## Życiorys
Córka Stanisława i Marii. W 1955 ukończyła studia na Uniwersytecie Warszawskim. Członkini Związku Młodzieży Polskiej. Obroniła pracę doktorską (1964), następnie uzyskała stopień doktora habilitowanego (1981). W tym samym roku nadano jej tytuł profesora w zakresie nauk przyrodniczych. Pracowała w Centrum Badań Ekologicznych PAN.
Była członkinią Komitetu Ekologii na II Wydziale – Nauk Biologicznych Polskiej Akademii Nauk, oraz Komitetu „Człowiek i Środowisko” Prezydium PAN. W latach 1995–2001 wiceprezydentka Societas Internationalis Limnologiae, a w latach 1995–2002 wiceprzewodnicząca Państwowej Rady Ochrony Przyrody. Od 2000 członkini honorowa Polskiego Towarzystwa Hydrobiologicznego.
Wśród wypromowanych przez nią doktorów znalazła się Iwona Jasser (1999).
Odznaczona: Srebrnym Krzyżem Zasługi (1978), Krzyżem Kawalerskim Orderu Odrodzenia Polski (1991), Złotą Odznaką za Zasługi dla Ochrony Środowiska i Gospodarki Wodnej (1995).
Zmarła 28 lipca 2021. Pochowana na Cmentarzu Powązkowskim w Warszawie.
Jej imieniem nazwano gatunek sinicy Hillbrichtia pamiria.